# Найшуль, Аркадий Бениаминович
Аркадий Бениаминович Найшуль (29.02.1920 г, Москва — 2005) — советской ученый в области ракетно-космической техники, доктор технических наук. Занимался расчетами траекторий космических и баллистических ракет.
В школе увлекся математикой, ходил в кружки, поступил на механико-математический факультет МГУ.
С началом Великой Отечественной войны вместе с институтом эвакуировался из Москвы.
В 1942 году пошел добровольцем на фронт.
Служил шофером в авточасти, которая подвозила на передовую артиллерийские боеприпасы.
Получил несколько наград, больше всего ценил медаль «За взятие Берлина» и награду Академии наук СССР — «За запуск первого в мире искусственного спутника Земли».